# Kiran Bechan
Winand Kiran M. Bechan (Ámsterdam, Países Bajos, 12 de septiembre de 1982) es un futbolista neerlandés que juega en el FC Emmen de la Eerste Divisie.

## Trayectoria
Su situación es la de centrocampista de banda, que puede jugar tanto por la derecha como por la izquierda.
Debutó con el Ajax a finales de la temporada 2000/01. Ayudó al equipo filial del Ajax a lograr el campeonato en 2002. Fue cedido al Sparta Rotterdam durante 2 temporadas, allí vivió en su primera campaña el sinsabor del descenso a la Eerste Divisie. Posteriormente jugó en Groningen y Den Bosch hasta que aterrizó en Alicante (España).
Llegó al Hércules CF con la vitola de extremo veloz que pudiera servir gran número de asistencias a los delanteros. Sin embargo el jugador que portaba el dorsal número 12, apenas entró en los planes del entrenador Andoni Goikoetxea. Disputó 9 partidos y logró un gol en Segunda División de España. Tras finalizar la temporada 2007/08, aunque el jugador tenía un año más de contrato, el club herculano le comunicó que no contaba con él para próxima temporada. Tras concluir la temporada 2007/08 el Hércules comunicó al jugador que no contaba con él a pesar de tener un año más de contrato. Así, en verano estuvo probando con distintos equipos como el club escocés Inverness Caledonian Thistle FC , el Leeds United Football Club. o el Blackburn Rovers FC. Una vez comenzada la temporada fichó por el equipo neerlandés FC Emmen de la Eerste Divisie (segunda categoría).

## Clubes
| Club             | País         | Año       |
| ---------------- | ------------ | --------- |
| Ajax Ámsterdam   | Países Bajos | 2000-2002 |
| Sparta Rotterdam | Países Bajos | 2002-2004 |
| FC Groningen     | Países Bajos | 2004-2006 |
| FC Den Bosch     | Países Bajos | 2006-2007 |
| Hércules CF      | España       | 2007-2008 |
| FC Emmen         | Países Bajos | 2008-     |